# Portal Clos (el Pont d'Armentera)
El Portal Clos és una obra gòtica del Pont d'Armentera (Alt Camp) protegida com a Bé Cultural d'Interès Local.

## Descripció
Aquest arc està situat al centre del nucli, concretament al carrer Vila-closa. És apuntat i format per dovelles gairebé regulars. Ha quedat una mica tapat per una construcció posterior sostinguda per bigues de fusta.

## Història
El creixement que va experimentar el Pont al llarg de la baixa edat mitjana va possibilitar la construcció de nous barris fora de les muralles, que eren coneguts amb el nom de Viles noves. L'arc s'int en un d'aquests ravals, construït a l'altra banda del torrent de Rupit.